# Jabloko
A Jabloko Orosz Egyesült Demokratikus Párt  (oroszul: Росси́йская объединённая демократи́ческая па́ртия «Я́блоко) orosz szociálliberális politikai párt. Grigorij Alekszejevics Javlinszkij alapította, 2018-tól Emilia Szlabunova vezeti.
A párt logója egy piros kör, melynek a szára egy zöld háromszög, vagyis egy alma konstruktivista stílusban.

## Politikai programja
A párt kiáll a szociális piacgazdaság, az esélyegyenlőség, a magántulajdon sérthetetlensége, a tulajdonszerzéshez való egyenlő jogok, a tisztességes politikai és gazdasági verseny, a demokratikus intézmények erősítése, a törvényesség, a jogállam és a hatalom civil kontrollja mellett.
A párt nem indított jelöltet a 2004-es elnökválasztáson, mert megítélésük szerint az elnökválasztás nem lehetett sem szabad, sem tisztességes, sem igazságos, sem pedig egyenjogú.

## Fordítás
Ez a szócikk részben vagy egészben  a   Yabloko című angol Wikipédia-szócikk ezen változatának fordításán alapul.  Az eredeti cikk szerkesztőit annak laptörténete sorolja fel. Ez a jelzés csupán a megfogalmazás eredetét és a szerzői jogokat jelzi, nem szolgál a cikkben szereplő információk forrásmegjelöléseként.